# 1896 في روسيا
فيما يلي قوائم الأحداث التي وقعت خلال عام 1896 في روسيا.

## ظهور
- 1 يناير – الحاج مراد كتاب من تأليف ليو تولستوي.

## مواليد

### أبريل
- 15 أبريل – نيكولاي سيميونوف

### مايو
- 7 مايو – بافل ألكسندروف رياضياتي روسي.[1]

### يونيو
- 29 يونيو – بوريس بودولسكي فيزيائي أمريكي.[2]

### يوليو
- 22 يوليو – فلاديمير بتروف

### أغسطس
- 27 أغسطس – ليون ثيرمن[3]

### سبتمبر
- 24 سبتمبر – إلسا تريوليت كاتبة فرنسية.
- 30 سبتمبر – إيفان يفيموفيتش بيتروف

### أكتوبر
- 23 أكتوبر – رومان ياكوبسون

### نوفمبر
- 3 نوفمبر – ميخائيل خوزين

### ديسمبر
- 1 ديسمبر – غيورغي جوكوف[4]

## وفيات

### فبراير
- 5 فبراير – نيكولاي ستراخوف (مواليد 1828) فيلسوف روسي.

### أبريل
- 25 أبريل – فيرا يفيستافيفنا بوبوفا (مواليد 1867) كيميائية روسية.

### أكتوبر
- 25 أكتوبر – ألكسندر تيودورفيتش باتالين (مواليد 1847) عالم نبات روسي.